# Pinacodera ampliata
Pinacodera ampliata är en skalbaggsart som beskrevs av Thomas Casey. Pinacodera ampliata ingår i släktet Pinacodera och familjen jordlöpare. Inga underarter finns listade i Catalogue of Life.